# Língua choctaw
A língua choctaw (chahta ou chahta anumpa) é uma língua tradicionalmente falada pelos Choctaw, grupo étnico muscogueano nativo da região sudeste dos Estados Unidos da América, pertencente ao ramo Ocidental da família linguística Muscogee.
Atualmente, existem quatro principais grupos de falantes de choctaw: Mississippi Choctaws, Oklahoma Choctaws, Louisiana Choctaws e Mississippi Choctaws de Oklahoma. A maioria desse povo foi forçadamente removida de seu território originário, como da região do presente Mississippi, e foi realocada para Oklahoma durante a Trilha das Lágrimas. Assim, o uso dessa língua é concentrado nesses dois estados estadunidenses.
Embora a Nação Choctaw seja a terceira maior nação indígena dos Estados Unidos, com mais de 225.000 membros, o conhecimento da língua não é geral. Estima-se que apenas cerca de 30% do grupo Oklahoma choctaw são falantes, porém aproximadamente 90% dos de Mississippi utilizam a língua.
A UNESCO considera sua situação como vulnerável, apesar de apontar como um exemplo bem-sucedido de medidas de recuperação.

## Etimologia

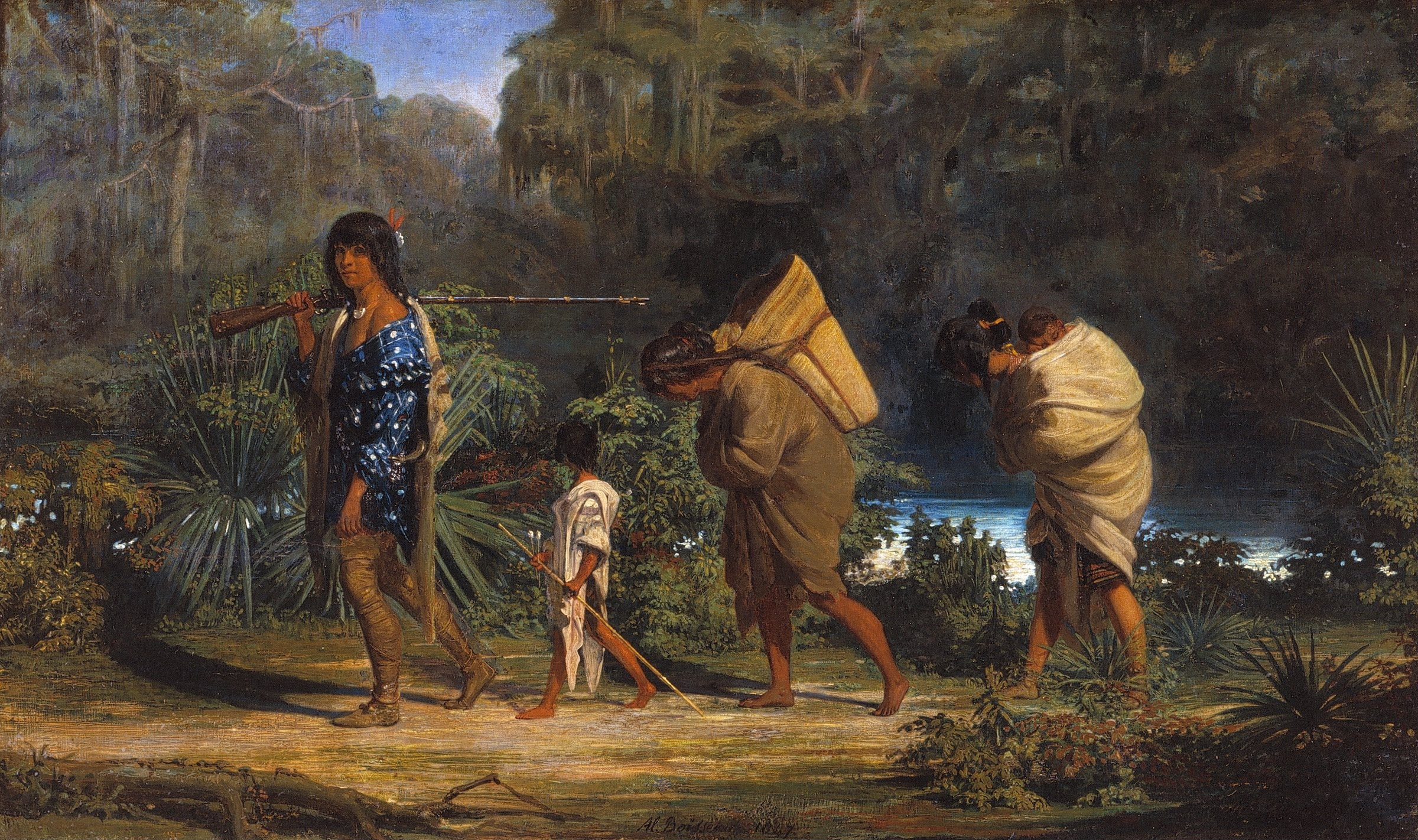
Indígenas de Louisiana andando ao longo de um ribeiro, Alfred Boisseau (1847)

O exônimo choctaw é a versão anglicanizada do endônimo, chahta (chahta anumpa é traduzido como língua choctaw). A mesma palavra é empregada para se referir ao grupo étnico a que pertence. Não se sabe o significado desse termo. O antropologista John Reed Swanton sugeriu que a denominação deriva de um líder primordial. O historiador Henry Halbert propôs que o nome é oriundo da frase choctaw Hacha hatak ("povo do rio").
Alguns dicionários da língua inglesa apresentam um verbete para choctaw quanto ao seu emprego pejorativo. Com intenção ofensiva e de bases preconceituosas, essa palavra pode ser utilizada para caracterizar algo como inteligível, por exemplo uma escrita ilegível.

## Distribuição
A língua chahta era inicialmente falada na região equivalente ao Mississippi, Alabama e Louisiana. Após uma série de tratados iniciados em 1831, a área ocupada pelo povo choctaw foi reduzida a 45.00km2. Entre os anos de 1831 e 1833, o governo estadunidense realizou três fases da remoção desse grupo de seus territórios originários. Esse processo deu-se no contexto da política da Remoção indígena e faz parte dos episódios da Trilha das Lágrimas, expressão que referencia a caracterização da
jornada como uma
"trilha de lágrimas e morte" por um líder choctaw.

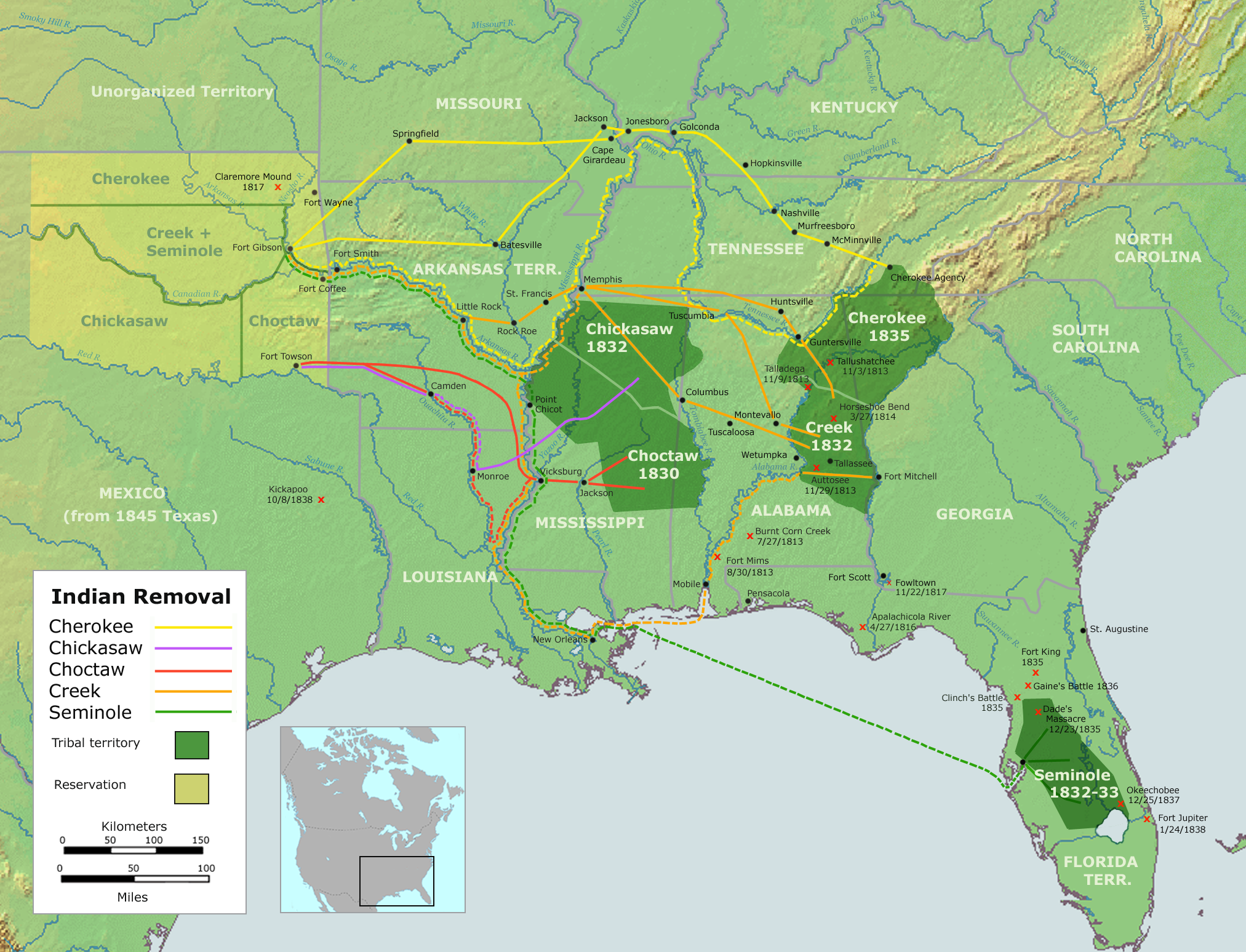
Trilha das Lágrimas: trajeto da retirada de nativos norte-americanos do sudeste americano, entre 1836 e 1839.

Cerca de 15.000 choctaws foram deslocados para o que seria chamado de Território indígena, o qual depois virou Oklahoma. Aproximadamente 5.000 a 6.000 permaneceram em Mississippi, após os primeiros esforços de retirada em 1831, e quase 2.500 morreram ao longo do caminho. Aqueles que ficaram no território tradicional tornaram-se posteriormente a Mississippi Band of Choctaw Indians ("Banda de Mississippi dos Indígenas Choctaw") e os que foram removidos para Oklahoma, a Choctaw Nation of Oklahoma ("Nação Choctaw de Oklahoma").
As migrações forçadas continuaram no século XIX e XX. Em 1846, mil choctaws foram removidos e, em 1903, outros trezentos Mississippi choctaws foram persuadidos a se mudarem para a Nação em Oklahoma. Até 1930, apenas 1.665 permaneceram em Mississippi.

### Mississippi Choctaw
A língua choctaw é falada por pessoas de todas as idades na reserva choctaw e há diversas crianças que a adquirem como primeira língua, embora há indícios preocupantes de que a porcentagem infantil está em declínio. Um significante número de crianças chahta são monolíngues em choctaw quando começam o jardim de infância e o departamento educacional da comunidade emprega especialistas em inglês como segunda língua para auxiliar no aprendizado.

### Oklahoma Choctaw e Mississippi Choctaw de Oklahoma

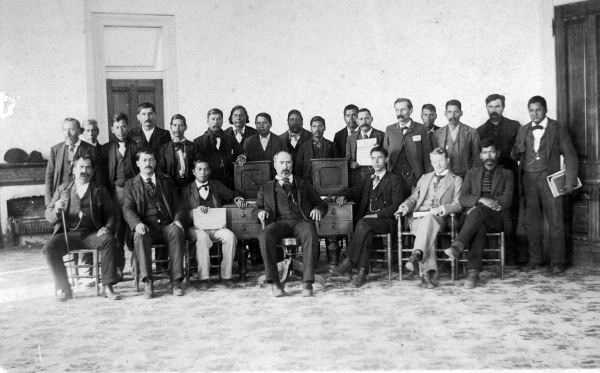
Senado da Nação Choctaw, em 1898 - Oklahoma Historical Society

Há apenas poucas, se houver, crianças que estão aprendendo Oklahoma choctaw e falantes com menos de 35 anos são incomuns.
O dialeto Mississippi Choctaw de Oklahoma (MCO) é usado somente por alguns choctaws que moram na nação Chickasaw. Existem evidências de que esses falantes são descendentes dos trezentos Mississippi Choctaws que foram removidos para Oklahoma de 1903 a 1907.

### Louisiana Choctaw

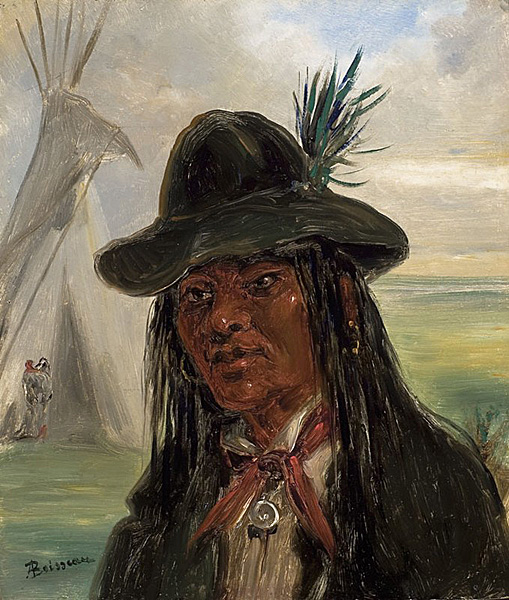
Homem choctaw em Louisiana 1840s, por Boisseau

Chahta é utilizado em duas comunidades em Louisiana. Há alguns poucos falantes vivendo em conjunto dos Koasati em Elton e existe também um grupo de choctaws étnicos com alguns indivíduos que a falam em Jena. Houve um momento em que se tinha mais falantes da língua nesse estado.
Há relatos de que no final do século XIX havia uma comunidade choctaw no Rio Calcasieu, perto da ‘’Indian Town’’, Louisiana, e que a maior parte deles foram transferidos para Oklahoma, em 1908. Os falantes de choctaws que atualmente moram junto com os koasitis são aparentemente descendentes dessa comunidade.

### Outros grupos Choctaws
Existem alguns poucos outros grupos no sudeste que alegam total ou parcial ancestralidade choctaw. Em alguns casos, essas alegações são alvo de controvérsias.
Certas historicamente comprovadas comunidades em Louisiana podem também ter falado chahta. Os choctaws de Bayou Lacombe eram descendentes dos Acolapissa, um grupo falante de chahta que era politicamente distinto do corpo central do povo choctaw.

### Dialetos

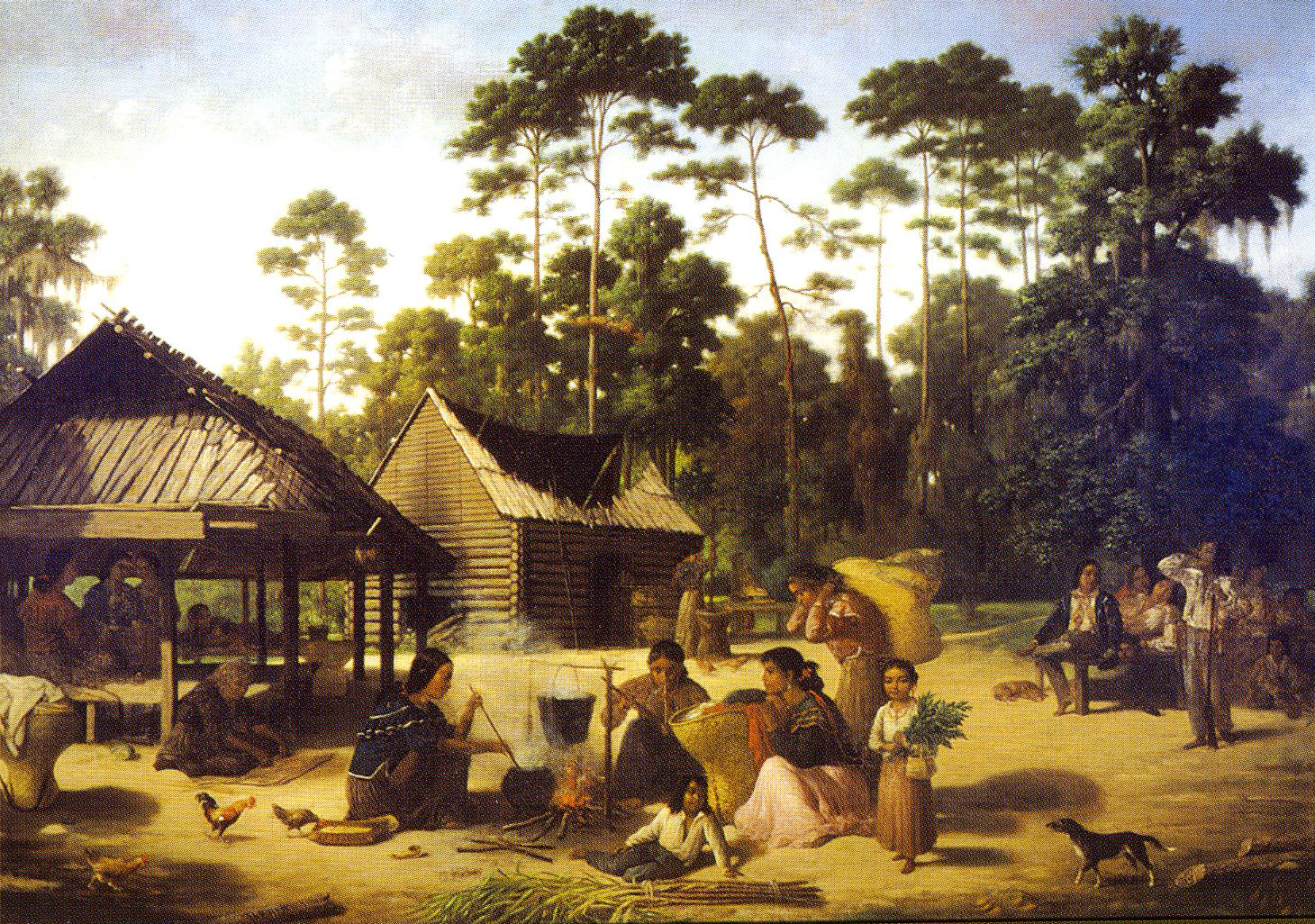
Vila Choctaw por Francois Bernard

Há uma dificuldade em identificar dialetos regionais em choctaw, já que falantes frequentemente apresentam dificuldades em diferenciar uma variação de idioleto de uma de dialeto. Existe uma tendência entre os usuários dessa língua de atribuir qualquer forma que consideram incomum à outra comunidade de falantes, de modo que nem sempre é possível considerar declarações de indivíduos sobre dialetos como evidências confiáveis. Distinções que podem ser confirmadas e relacionadas a comunidades específicas são mais aparentes em Mississippi Choctaw.
Os Mississippi Choctaws utilizam três principais dialetos, baseados na comunidade de residência: Setentrional (empregado em Bogue Chitto), Central (usado em Pearl River, Standing Pine, Red Water e Tucker), e Meridional (falado em Conehatta e Bogue Home). O Oklahoma choctaw possui um número indefinido de dialetos devido ao fato de que as diferenças entre eles são primeiramente idioléticas do que regionais.
Divergências de dialeto em chahta moderno são secundárias e são principalmente lexicais. Por exemplo, a palavra "cebola" é diferente no dialeto Oklahoma, no dialeto Bogue Chitto e nos demais de Mississippi:
| Dialetos           | Cebola        |
| ------------------ | ------------- |
| Oklahoma Choctaw   | /hatõfala:ha/ |
| Bogue Chitto       | /na:koso:ma/  |
| Demais Mississippi | /ʃatʃonna/    |

Uma quantidade significativa de variações de idioleto que não aparenta ser correlacionada a uma comunidade de origem é encontrada na língua. Exemplos desse fenômeno são:
- Vogais curtas iniciais caem em algumas palavras, como /iskali/ e /skali/ ("dinheiro");
- Alternâncias entre /s/ e /ʃ/ no final de palavras, como /issiʃ/ e /issis/ ("sangue");
- Assimilação de /h/ para a consoante seguinte, como /chahta/ e /chatta/ ("choctaw");
- Variação de vogais curtas na primeira sílaba, como /kowa:ʃa/ e /kawa:ʃa/ ("ser pequeno").

### Línguas relacionadas

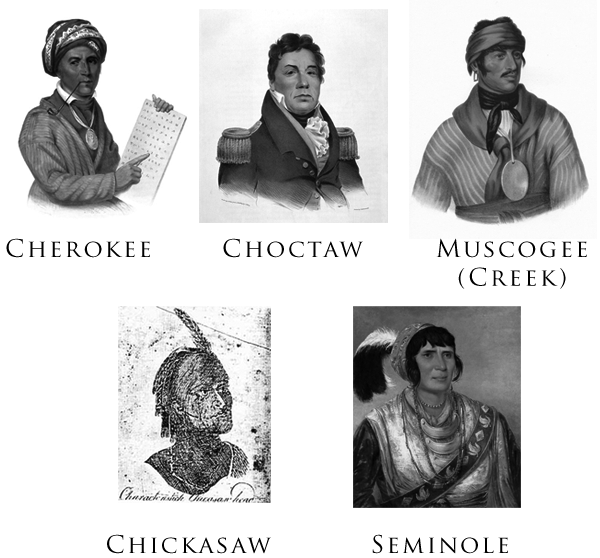
As chamadas cinco tribos civilizadas.

A língua é semelhante ao chickasaw, ambas estando dentro do ramo Ocidental da família linguística muscogee, e apresentam uma relação comparável a do português com o espanhol. O povo Choctaw e o Chickasaw chegaram a ser uma mesma comunidade que falava similarmente línguas muscogee.
Alguns linguistas consideram choctaw e chickasaw dialectos da mesma língua, apesar de estudos recentes indicarem que não são totalmente mutualmente inteligíveis. Embora apresentem muitas semelhanças, muitos choctaws relatam que não conseguem compreender chickasaw. Em comparação, chickasaws conseguem mais recorrentemente entender choctaw, que é mais amplamente falada e chegou em muitos chickasaws através de traduções da Bíblia.
Demais línguas muscogees ainda em uso são  alabama,  koasati, mikazuki e creek. Diversas outras línguas dessa família estão extintas, como apalachee, hitchiti e mobilian.

## Fonologia

### Consoantes
Choctaw possui 16 consoantes, com uma pronúncia próxima das consoantes do inglês.
|                     |             | Labial | Alveolar | Alveolar | Palatal | Velar | Glotal |
| central             | lateral     | Labial |          |          | Palatal | Velar | Glotal |
| ------------------- | ----------- | ------ | -------- | -------- | ------- | ----- | ------ |
| Nasal               | Nasal       | m      | n        |          |         |       |        |
| Oclusiva epiglotal1 | Surda       | p      | t        |          |         | k     | ʔ      |
| Oclusiva epiglotal1 | Sonora      | b      |          |          |         |       |        |
| Africada            | Africada    |        |          |          | ch [tʃ] |       |        |
| Fricativa           | Fricativa   | f      | s2       | ɬ        | sh [ʃ]2 |       | h      |
| Aproximante         | Aproximante |        |          | l        | y [j]   | w     |        |

1. ↑  A única oclusiva epiglotal vocalizada é /b/. As oclusivas epiglotais surdas /p/, /t/, and /k/ podem ser parcialmente vocalizadas entre vogais, especialmente/k/ e para falantes masculinos. Além disso, as oclusivas epiglotais surdas são levemente aspiradas no início das palavras e antes de sílabas tônicas, como as plosivas silenciosas do inglês.[25]
2. ↑  A distinção entre os fonômenos  /s/ e /ʃ/ é neutralizada no fim das palavras.[25]

#### Processos fonológicos de consoantes
- A oclusiva velar surda, /k/, é frequentemente pronunciada como a fricativa velar sonora, /ɣ/, quando está entre vogais: /imofi-aki-lih/ → /imofiy-əɣə̃꞉-lih/ ("seu próprio cachorro")[25]
- A transição glotal surda, /h/, é frequentemente pronunciada como a fricativa palatal surda, /ç/, quando precede a africada pós-alveolar surda, /tʃ/: /katihchish/ → /katiçtʃiʃ/ ("como")[25]

### Variação livre
Há variação livre de algumas consoantes em choctaw com alguns falantes.
- /ɬ/, a fricativa lateral surda é pronunciada como uma fricativa dental surda [θ]: /ɬ/→[θ].[25]
- A fricativa labiodental surda /f/ é pronunciada como a fricativa bilabial surda [ɸ]: /f/→[ɸ].[25]

### Vogais
Choctaw possui vogais diferenciadas por duração e nasalidade.
|                        | Curta1 | Curta1 | Longa | Nasal2 |
| tensa                  | frouxa |        | Longa | Nasal2 |
| ---------------------- | ------ | ------ | ----- | ------ |
| Anterior fechada       | i      | ɪ      | iː    | ĩː~ẽː  |
| Semi-fechada posterior | o      | ʊ      | oː    | õː     |
| Central aberta         | a      | ə      | aː    | ãː     |

1. ↑  Vogais frouxas ocorrem mais frequentemente em sílabas fechadas. Na ortografia tradicional, ʋ normalmente indica [ə] e u representa geralmente [ʊ]. Exceções incluem  pokoli para /pʊk.koli/, imalakusi para /imaːlakosi/. A ortogarfia tradicional não faz distinção entre vogais tensas e frouxas, indicando /iː/ como e.[25]
2. ↑  Vogais nasais são intrinsecamente longas.

#### Ditongos
Além das vogais, choctaw apresenta dois ditongos: /a/ com /i/ e /a/ com /o/. O ditongo /ai/ é escrito como ai ou ay, já o /ao/ é representado por au ou aw. Exemplos de palavras com esses sons:
- aiitʋnaha = igreja;
- a̱ya = ir junto;
- auet = em direção [do falante];
- awant = junto de.

### Tons
Apesar de choctaw ser uma língua tonal, pouquíssimas palavras são distinguidas somente pela entonação. Tons em substantivos ocorrem na penúltima ou na última sílaba, sendo que há apenas uma citação de um substantivo proparoxítona (tíshkilah).
Em verbos não derivados, o acento é previsível. Ele é colocado no indicador de tempo para os marcadores -tok ou -ttook, porém a entonação diretamente precede o morfema temporal -h.
- Taloowá-h = Canta;
- Taloowa-tók  = Cantou;
- Taloowa-li-tók = Eu cantei

### Fonotática
As sílabas em choctaw precisam conter uma vogal (curta, longa ou nasal) e, em geral, não mais de uma consoante no ataque (ou onset, que equivale à intensificação da sílaba) nem no coda (a redução silábica).
O tipo leve significa que não há ramificação do núcleo, ou seja, a sílaba é monomoraica por ter uma única posição estrutural associada à rima. Uma sílaba pesada apresenta ramificação do núcleo,  possui duas ou mais posições associadas à rima ou o núcleo é seguido de consoante em coda sendo bimoraica. Em comparação, a sílaba super pesada possui uma vogal longa e uma coda consonantal ou uma vogal curta com dois codas consonantais.
| Sílaba   | Tipo         | Exemplo      |
| -------- | ------------ | ------------ |
| V        | Leve         | a.bih        |
| CV       | Leve         | no.sih       |
| VV       | Pesada       | ii.chih      |
| CVV      | Pesada       | pii.ni'      |
| V        | Pesada       | a.chi'       |
| CV       | Pesada       | ta.chi'      |
| VC       | Pesada       | ish.ki'      |
| CVC      | Pesada       | ha.bish.ko'  |
| VVC      | Super Pesada | óok.cha-cha  |
| CVVC     | Super Pesada | náaf.ka      |
| VC       | Super Pesada | at           |
| CVC      | Super Pesada | ok.hish      |
| *(C)VCC1 | Super Pesada | tablit.tapt  |
| *CCV2    | Super Pesada | ski.tii.nnih |

1. ↑  Sílabas não podem terminar com o conjunto de consoante CC, porém há uma exceção com a estrutura *(C)VCC se a palavra terminar com o sufixo -t.[33]
2. ↑  Sílabas não começam com o conjunto de consoantes CC, porém há uma exceção com a elisão do i- inicial, que resulta na sílaba *CCV.[33]

Sílabas podem começar com qualquer vogal e com qualquer consoante que não a oclusiva glotal. Radicais de substantivos precisam terminar com uma das seguintes consoantes: p, t, k, ',
f, s, sh, h, m, n, ou l. As únicas consoantes que não terminam palavras são b, lh, w, y e ch. Radicais de verbos devem terminar em uma vogal, porém todos também devem ser seguidos por pelo menos um sufixo. Então, a vogal final do radical do verbo nunca fica na posição terminal da palavra. Afixos de substantivos e verbos podem terminar em uma consoante ou em uma vogal.
A palavra mínima é bimoraica, contendo duas vogais curtas (ofi', "cachorro") ou uma vogal longa (waak, "vaca"). Não há vocábulos que apresentem somente uma simples vogal curta. Contudo, pode haver radicais verbais que são menores do que a palavra mínima 

## Ortografia
A ortografia da língua chahta é baseada na versão inglesa do alfabeto latino e foi desenvolvida em conjunto do "programa civilizador" estadunidense, em que se procurava ocidentalizar e forçadamente assimilar indígenas americanos, principalmente aqueles que faziam parte das chamadas cinco tribos civilizadas (Creek, Chickasaw, Choctaw, Seminole e Cherokee). Embora hajam outras variações fo alfabeto choctaw, as três mais frequentemente vistas são a Byington (Tradicional), Byington/Swanton (Linguístico) e Moderno (Mississippi Choctaw).
| IPA        | Linguística | CBTC   | Mississippi | Tradicional    | Byington/Swanton |    |
| Vogais     | Vogais      | Vogais | Vogais      | Vogais         | Vogais           |    |
| ---------- | ----------- | ------ | ----------- | -------------- | ---------------- | -- |
| a          | a           | a      | a           | a              | a                | a  |
| i          | i           | i      | i           | i              | i                | i  |
| o          | o           | o      | o           | o              | o                | o  |
| Longa      |             |        |             |                |                  |    |
| aː         | aa          | á      | á           | a              | a                |    |
| aː         | aa          | á      | ā           | a              | a                |    |
| iː         | ii          | í      | í           | e, i           | e, i             |    |
| iː         | ii          | í      | ī           | e, i           | e, i             |    |
| oː         | oo          | ó      | ó           | o              | o                |    |
| oː         | oo          | ó      | ō           | o              | o                |    |
| Nasal      |             |        |             |                |                  |    |
| ãː         | a̱           | a̱      | ą           | a̱              | aⁿ               |    |
| +C         | a̱           | a̱      | ą           | am, an         | am, an           |    |
| ĩː         | i̱           | i̱      | į           | i̱              | iⁿ               |    |
| +C         | i̱           | i̱      | į           | im, in         | im, in           |    |
| õː         | o̱           | o̱      | ǫ           | o̱              | oⁿ               |    |
| +C         | o̱           | o̱      | ǫ           | om, on, um, un | om, on, um, un   |    |
| Frouxa     |             |        |             |                |                  |    |
| ə          | a           | a      | a           | ʋ              | ạ                |    |
| ɪ          | i           | i      | i           | i              | i                | i  |
| ʊ          | o           | o      | o           | u              | u                |    |
| Consoantes |             |        |             |                |                  |    |
| b          | b           | b      | b           | b              | b                |    |
| tʃ         | ch          | ch     | č           | ch             | ch               | ch |
| f          | f           | f      | f           | f              | f                |    |
| h          | h           | h      | h           | h              | h                |    |
| k          | k           | k      | k           | k              | k                |    |
| l          | l           | l      | l           | l              | l                |    |
| ɬ          | lh          | lh     | ł           | hl, lh         | ł, lh            |    |
| m          | m           | m      | m           | m              | m                |    |
| n          | n           | n      | n           | n              | n                |    |
| p          | p           | p      | p           | p              | p                |    |
| s          | s           | s      | s           | s              | s                |    |
| ʃ          | sh          | sh     | š           | sh             | sh               | sh |
| t          | t           | t      | t           | t              | t                |    |
| w          | w           | w      | w           | w              | w                |    |
| j          | y           | y      | y           | y              | y                |    |
| ʔ          | '           | ∅      | ∅           | ∅              | ∅                |    |

1. ↑ Choctaw Bible Translation Committee
2. ↑ Substituído por 'v' dependendo das configurações e limitações do teclado.[25]
3. ↑ O primeiro é usado antes de uma vogal; o segundo, antes de uma consoante. O uso intervocálico de ⟨hl⟩ confunde com o uso comum do conjunto da consoante /hl/ com /ɬ/.[25]
4. ↑ Editores de dicionário John Swanton e Henry Halbert sistematicamente substituíram todos os empregos de ⟨hl⟩ por ⟨ł⟩, independentemente se ⟨hl⟩ representava /ɬ/ ou /hl/. Apesar dessa substituição, ⟨lh⟩ ainda foi permitido.[25]

Diversas publicações de linguistas sobre a língua choctaw usam uma leve variação da ortografia “moderna” do Mississippi Choctaw, na qual as vogais longas são escritas duplicadas. Na versão “linguística”, o acento agudo demonstra a posição do acento tonal em vez da duração da vogal.

### Ortografia Tradicional

Alfabeto choctaw conforme encontrado em Chahta Holisso Ai Isht Ia Ʋmmona - The Choctaw Spelling Book, 1800s

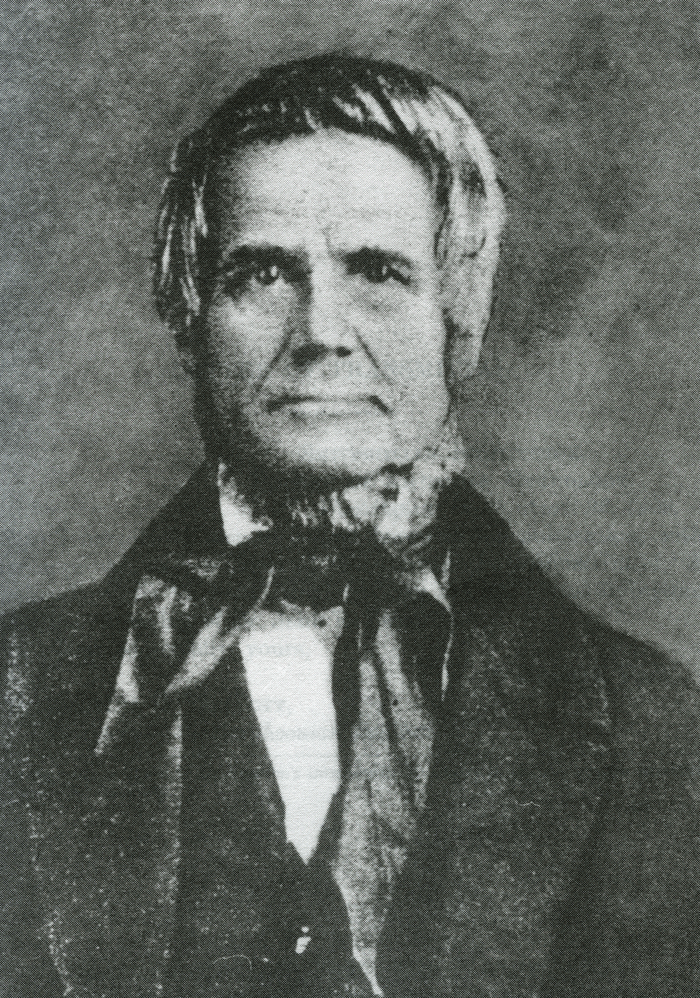
Rev. Cyrus Byington

A primeira ortografia, chamada de “ortografia tradicional”, foi empregada por missionários do século XIX que produziam traduções de vários livros bíblicos e de outros textos religiosos. O reverendo Cyrus Byington trabalhou quase 50 anos traduzindo choctaw como uma língua escrita e foi o primeiro a estabeler uma ortografia. Nesse momento, a importância da duração das vogais na língua choctaw não foi reconhecida e projetou-se uma ortografia que reflete as distinções entre vogais tensas e frouxas. Nela, a duração pode às vezes, mas nem sempre, ser inferido a partir da ortografia da palavra.
Tanto a vogal curta quanto a longa tendem a ser tensas em sílabas abertas, enquanto vogais curtas tendem a ser frouxas em sílabas fechadas. A ortografia reflete essa alternância alofônica com os símbolos <ʋ> e <u> sendo utilizados majoritariamente em sílabas curtas e fechadas.
| Tradicional | Fonética    | Tradução  |
| ----------- | ----------- | --------- |
| <nushkobo>  | /noškóboʔ/  | cabeça    |
| <ohoyo>     | /ohooyoʔ/   | mulher    |
| <peni>      | /píiniʔ/    | barco     |
| <kostini>   | /kostiinih/ | obediente |
| <iti>       | /ittiʔ/     | árvore    |

A distinção entre o final /h/ e o /ʔ/ não é geralmente representado na ortografia tradicional. A nasalização da vogal é às vezes indicada por sublinhado ou também pela escrita de uma consoante nasal homorgânica.
Em alguns casos, a ortografia tradicional separa palavras extensas em unidades menores, então as unidades ortográficas de certas frases não correspondem aos morfemas.

### Ortografia Linguística
A ortografia linguística é também chamada de Ortografia Tradicional Modificada. Esse sistema de escrita emprega <sh> e <ch> que nem a ortografia tradicional e consistentemente usa <lh> para /ł/. Ocorre também a utilização de sublinhado para representar a nasalização de uma vogal, porém emprega apenas três representações de símbolos de vogais: <a>, <i> e <o>, que são dobradas quando longas.
Essa ortografia marca entonação, indicada por um acento agudo quando não é uma sílaba final, e oclusiva glotal, sinalizada por um apóstrofe. 
A divisão das palavras na ortografia tradicional modificada reflete a encontrada no choctaw falado.

Alfabeto choctaw (linguístico)

### Ortografia Mississippi Choctaw
A ortografia Mississippi Choctaw foi projetada por funcionários do programa de Educação Bilíngue do Mississippi Band of Choctaw Indiana, no meio dos anos 1970s. Ela foi usada para produzir diversos dos materiais empregados nas escolas da reserva. Essa escrita utiliza os símbolos fonéticos <š>, <č> e <ɬ> para /š, č, ɬ/ e "ganchos" para representar nasalização de vogal. a duração de vogais é de certa forma irregularmente indicado por um acento agudo ou por um mácron.

Alfabeto Mississippi Choctaw

### Comparação
Abaixo uma comparação da passagem bíblica Mateus 19:14 escrita nas três principais ortografias:
| "Deixem vir a mim as crianças..." /alla tʃipõta-jat am-al-ahi:-jã haʃ -im-ahni/ | "Deixem vir a mim as crianças..." /alla tʃipõta-jat am-al-ahi:-jã haʃ -im-ahni/ |
| ------------------------------------------------------------------------------- | ------------------------------------------------------------------------------- |
| Ortografia tradicional                                                          | ʋlla chipunta yʋt ʋm ʋla hi a hʋsh im ahni                                      |
| Ortografia Mississippi                                                          | alla čipōta amalahíyā hašimahni                                                 |
| Ortografia Tradicional Modificada                                               | alla chipotayat amalahiiya hashimahni                                           |

## Gramática

### Pronomes

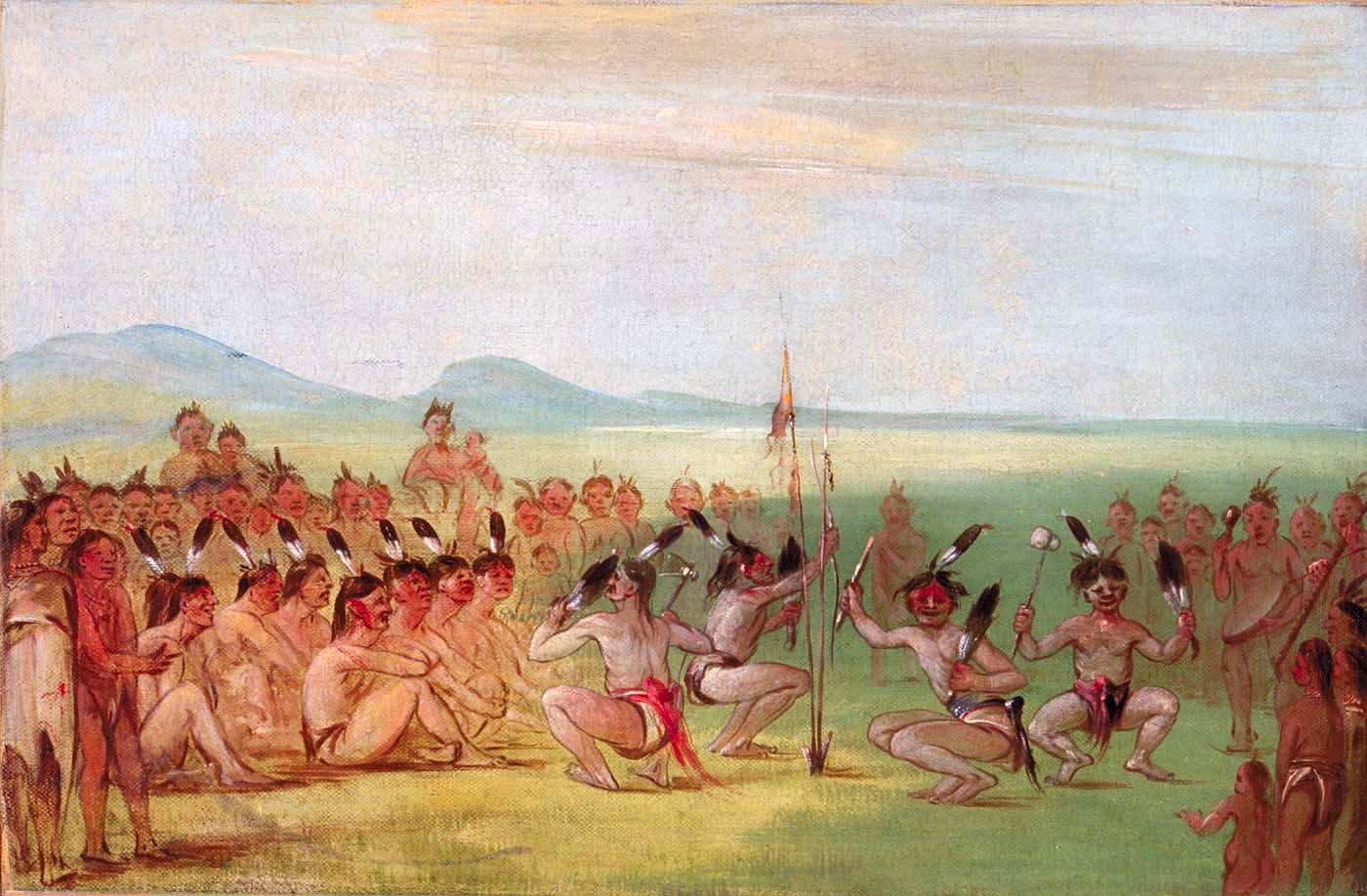
Dança da Águia Choctaw

A língua choctaw geralmente não emprega pronomes auto suficientes, diferentemente do português ou do inglês. No lugar, o choctaw usa marcadores de concordância para indicar pessoas e coisas quando não se utiliza uma frase de substantivo completo. Marcadores de concordância não são auto suficientes, precisando aparecer em uma determinada posição na conjugação verbal. Entretanto, existem palavras de função semelhante a dos pronomes.

#### Pronomes Pessoais
Os pronomes pessoais podem ser usados em conjunto aos marcadores de pessoa, que concordam com o pronome pessoal. Não há pronomes pessoais distintos para a terceira pessoa.
| Pessoa                | Choctaw   | Português    |
| --------------------- | --------- | ------------ |
| 1º do singular        | ʋno       | eu           |
| 2º do singular        | chishno   | tu           |
| 1º do plural (poucos) | pishno    | nós (poucos) |
| 1º do plural (todos)  | hʋpishno  | nós (todos)  |
| 2º do plural (todos)  | hʋchishno | vós (todos)  |

Como normalmente os pronomes não são utilizados, eles estão principalmente  em posições de ênfase quando aparecem. Dessa forma, frequentemente são seguidos por marcadores de contraste, como em An-akoosh nípi' cho̱pa-li-tok ("Eu [não outra pessoa] comprei a carne"). Em um contexto mais neutro, o pronome seria usualmente omitido: Nípi' cho̱pa-li-tok.
Exemplo de frase:
- Ʋno ak kia anumpuli-li = Eu também estou falando.[43]

#### Pronomes Possessivos
Pronomes possessivos são usados para indicar a posse de algo entendido pelo contexto:
| Pessoa               | Choctaw  | Português             |
| -------------------- | -------- | --------------------- |
| 1ª do singular       | ʋmmi     | meu                   |
| 2ª do singular       | chimmi   | seu                   |
| 3ª pessoa            | immi     | dele/dela/deles/delas |
| 1ª do plural         | pimmi    | nosso                 |
| 1ª do plural (todos) | hʋpimmi  | de todos nós          |
| 2ª do plural (todos) | hʋchimmi | de todos vocês        |

Exemplo de frase:
- Isht ishko mʋt ʋmmi = Esse copo é meu.[43]

#### Pronomes Demonstrativos
Os pronomes demonstrativos são usados para apontar ou referir-se a algo.
| Choctaw | Português       | Posição espacial            |
| ------- | --------------- | --------------------------- |
| ilʋppa  | Isto, estes(as) | Próximo de quem fala        |
| yʋmma   | Isso, esses(as) | Próximo de com quem se fala |

Esses mesmos termos são empregados depois de substantivos. Quando fazem parte do sujeito, eles aparecem na forma ilʋppʋt e yʋmmʋt:
- Chukka ilʋppʋt tohbi. = Esta casa é branca/Estas casas são brancas.
- Chukka yʋmmʋt lusa. = Essa casa é preta./Essas casas são pretas.

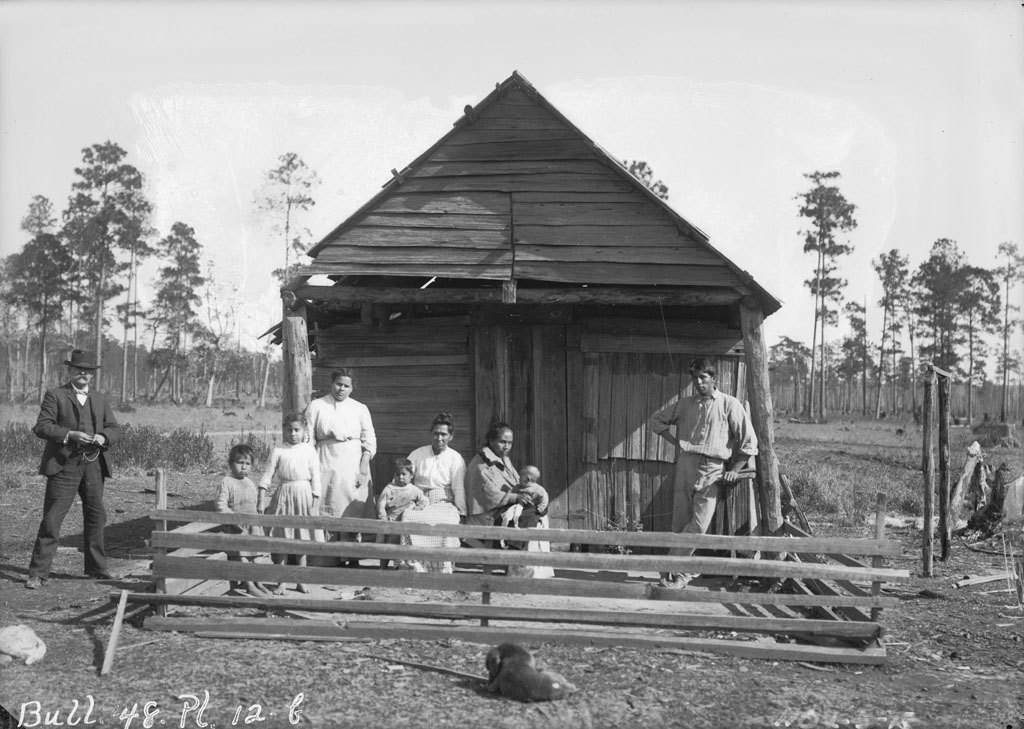
Fotografia de choctaws, 1909

Quando integram o objeto, utiliza-se ilʋppa̱ e yʋmma̱:<
- Chukka ilʋppa̱ ish pi̱sa ho̱? = Você vê esta casa/estas casas?
- Chukka yʋmma̱ ish pi̱sa ho̱? = Você vê essa casa/essas casas?

Os pronomes demonstrativos podem ser encurtados:
- Chukka pʋt tohbi. = Esta casa é branca/Estas casas são brancas.
- Chukkamʋt lusa. = Essa casa é preta./Essas casas são pretas.
- Chukka pa̱ ish pi̱sa ho̱? = Você vê esta casa/estas casas?

#### Pronomes Interrogativos
Os pronomes usados para fazer perguntas são nanta ("que") e kʋta ("quem").

### Adjetivos

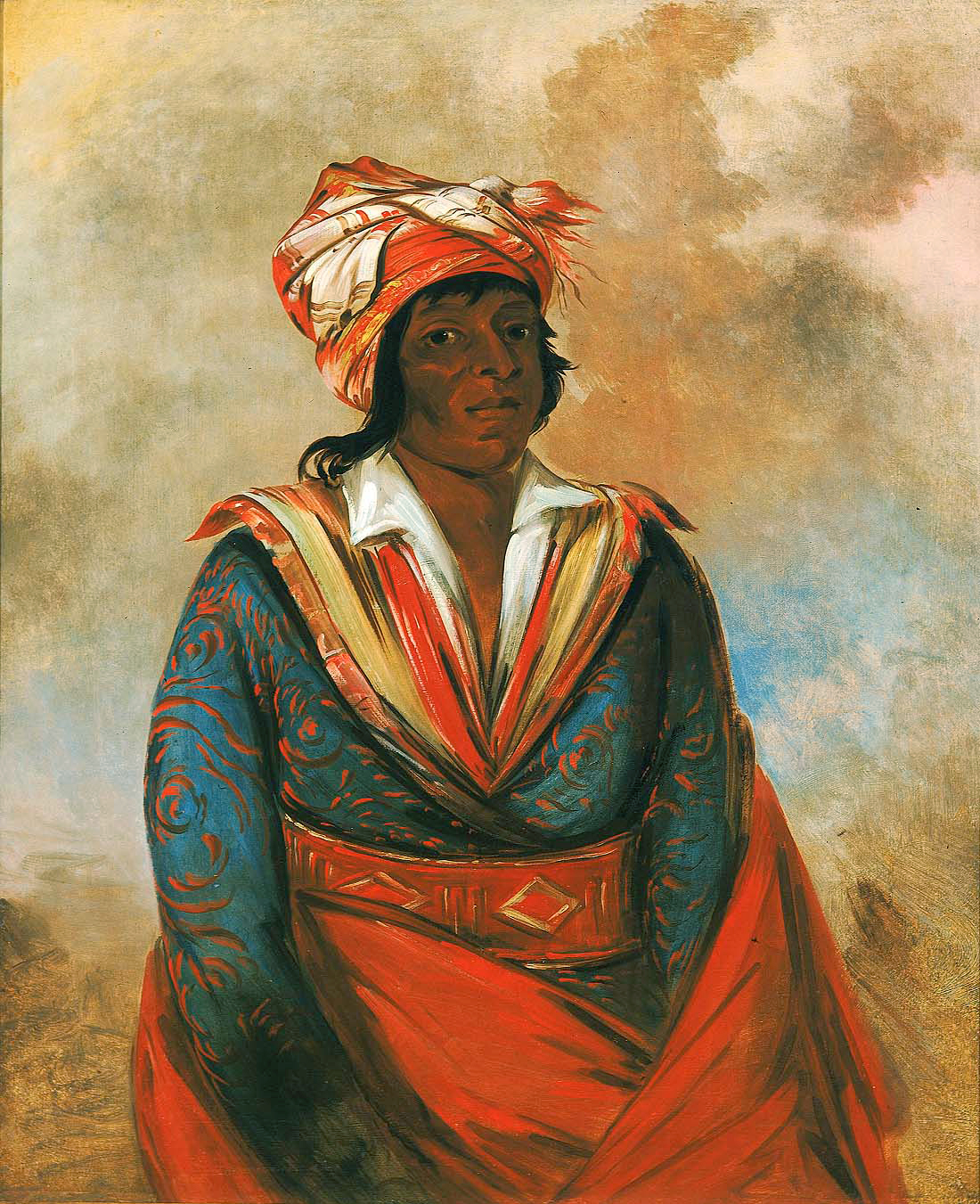
Kutteeotubbee. 1834, Smithsonian American Art Museum

Os adjetivos em choctaw aparecem depois do substatinvo modificado. Eles também podem ser empregados como predicados, sem um verbo de ligação, pois se comportam de várias formas semelhantemente a uma subclasse dos verbos nessa língua. Chahta provavelmente não possui uma classe lexical distinta para os adjetivos, porque seus significados são frequentemente transmitidos por verbos de estado.
Exemplos de frases com adjetivos:
- Hushi lusa yʋt taloa. = O pássaro preto está cantando.
- Hattak ʋt Chahta. = O homem é choctaw.
- Ohoyo yʋt ikhʋnanchi. = A mulher é uma professora.

### Verbos

#### Conjugação

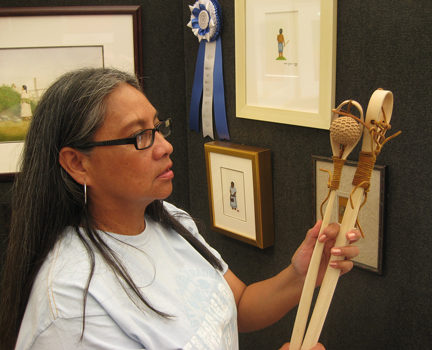
Norma Howard (Nação Choctaw de Oklahoma), artista de aquarela renomada.

Não há marcadores para verbos no presente. Para conjugar no pretérito, emprega-se o termo tuk depois do verbo. Para descrever algo no passado distante, adiciona-se no lugar tok. O futuro requer a remoção da última vogal do verbo e substituí-la por "a", seguido por chi̱.
| Tempo              | Choctaw     | Português                |
| ------------------ | ----------- | ------------------------ |
| Presente           | toksʋli     | Trabalhando              |
| Pretérito          | toksʋli tuk | Trabalhou                |
| Pretérito distante | toksʋli tok | Trabalhou há muito tempo |
| Futuro             | toksʋla chi̱ | Trabalhará               |

Há sufixos para verbos que demonstram evidencialidade ou a fonte da evidência para a frase. Os sufixos -hli, -hlik e -hnik indicam que o falante tem evidência em primeira mão da veracidade da frase. Aparenta-se que -hli é usado em Oklahoma Choctaw, -hnik na comunidade Conehatta do Mississippi Choctaw e -hlik em outras comunidades Mississippi Choctaw. O sufixo -kasha corresponde ao sentimento de "eu acho", demonstrando incerteza.
- O̱batok = Choveu. (evidencialidade não indicada)
- O̱bahli. = Choveu. (Informação certa para falante)
- O̱batokkasha = Choveu. (Informação incerta)

Existem também sufixos que podem indicar se a frase é uma indagação, uma exclamação ou uma ordem. Exemplos:
- Awashlitoko̱? = Ela fritou?
- Chahta siahokii!. = Eu sou choctaw!, Eu sou certamente um choctaw!

O sistema de concordância verbal em choctaw contém níveis de complexidade não encontrados nos sistemas de muitas línguas. Enquanto o mais comum é o verbo concordar com um ou dois argumentos, o predicado em choctaw pode concordar com até cinco argumentos em uma única oração: sujeito, objetos diretos, objetos indiretos, beneficiários e possuidores podem todos determinar a concordância verbal. A concordância verbal aparece em choctaw como um afixo determinando a pessoa e o número do argumento referenciado, selecionando dentre os paradigmas possíveis de marcadores de concordância.

#### Marcadores de concordância
Os afixos de concordância estão organizados na seguinte tabela, junto com o único sufixo usado para indicar pessoa (-li). A terceira pessoa é completamente não indicada para a classe I e II, além de nunca indicar número.
| Marcadores de pessoa | Marcadores de pessoa | Marcadores de pessoa | classe I | classe I | classe I | classe II | classe II | classe III | classe III | classe N | classe N | imperativo | imperativo |
| Marcadores de pessoa | Marcadores de pessoa | Marcadores de pessoa | +s       | +C       | +V       | +C/i      | +a/o      | +C         | +V         | +C       | +V       | +C         | +V         |
| -------------------- | -------------------- | -------------------- | -------- | -------- | -------- | --------- | --------- | ---------- | ---------- | -------- | -------- | ---------- | ---------- |
| 1ª pessoa            | singular             | inicial              | -li      | -li      | -li      | sa-       | si-       | a̱-         | am-        | ak-      | ak-      | n/a        | n/a        |
| 1ª pessoa            | singular             | medial               | -li      | -li      | -li      | sa-       | si-       | -sa̱-       | -sam-      | ak-      | ak-      | n/a        | n/a        |
| 1ª pessoa            | paucal               | paucal               | ii-      | ii-      | il-      | pi-       | pi-       | pi̱-        | pim-       | kii-     | kil-     | n/a        | n/a        |
| 1ª pessoa            | plural               | plural               | ii-      | ii-      | il-      | hapi-     | hapi-     | hapi̱-      | hapim-     | kii-     | kil-     | n/a        | n/a        |
| 2ª pessoa            | singular             | singular             | is-      | ish-     | ish-     | chi-      | chi-      | chi̱-       | chim-      | chik-    | chik-    | ∅          | ∅          |
| 2ª pessoa            | plural               | plural               | has-     | hash-    | hash-    | hachi-    | hachi-    | hachi̱-     | hachim-    | hachik-  | hachik-  | ho-        | oh-        |
| 3ª pessoa            | 3ª pessoa            | 3ª pessoa            | ∅        | ∅        | ∅        | ∅         | ∅         | i̱-         | im-        | ik-      | ik-      |            |            |

- Os afixos da Classe I sempre indicam o sujeito do verbo;[25]
- Os prefixos da Classe II normalmente indicam o objeto direto de verbos ativos e o sujeito de verbos de estado;[25]
- Os prefixos da Classe III indicam o objeto indireto de verbos ativos. Alguns poucos casos de verbos de estados apresentam sujeitos ou objetos diretos da classe III;[25]
- A Classe N ocorre em negações e hortativas.[53]

### Sentença
Choctaw normalmente adota a ordem "sujeito-objeto-verbo" (SOV) em suas sintaxes quando há tanto sujeitos e objetos pronominais. Sujeitos obrigatoriamente recebem o caso nominativo, mas o caso acusativo pronominal para objetos é opcional.
- John-at tákkon(-a̱) cho̱pa-h. = John comprou um pêssego.

Sentenças que seguem as ordens "objeto-sujeito-verbo" (OSV) e "sujeito-verbo-objeto" (SVO) são incomuns, porém possíveis e geralmente acompanhadas por pausas intencionais. Nesses casos, o caso acusativo é obrigatório para o objeto.
As sentenças mais simples em choctaw consistem em um verbo e indicativo do tempo, como nos seguintes exemplos:
- O̱batok. = Choveu.
- Pi̱satok. = Ele/ela/eles viram-na/no/nos.

Como evidenciado pelos exemplos, não há sintagma nominal obrigatória na sentença em choctaw, nem há qualquer concordância verbal que indique um sujeito ou objeto em terceira pessoa.

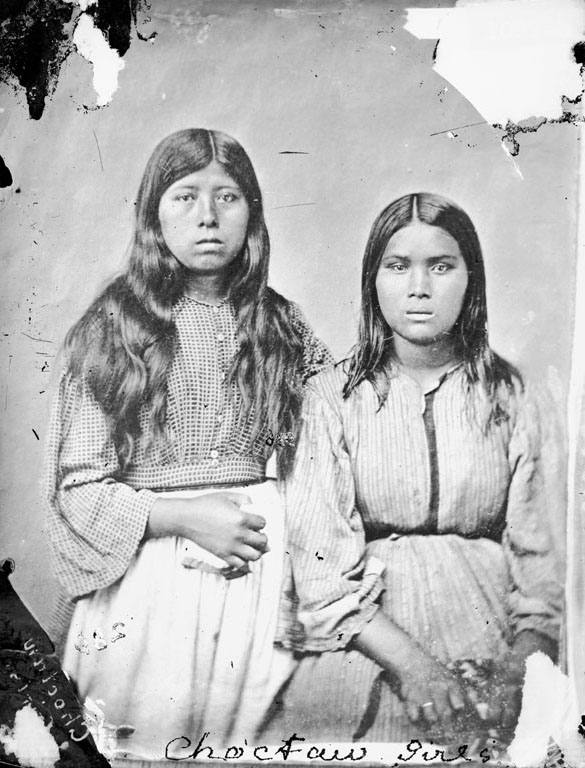
Meninas choctaw, em 1868. Smithsonian Institution

#### Frases comparativas
Comparações são estabelecidas pelo uso do verbo auxiliar i̱-shahlih/i̱-shahlichih ("exceder"), seguindo a ordem geral "verbo principal + auxiliar":
- John-at Mary chaaha-kat i̱-shahlih = John é mais alto do que Mary.

#### Perguntas
Perguntas do tipo "sim/não" são geralmente formadas pela adição da partícula de pergunta -o̱ (após uma consoante) ou -yo̱ (após um adjetivo) como sufixo do elemento final da frase, que normalmente é um verbo.
- John ish-pi̱sa-tok-o̱? = Você viu o John?

Entretanto, quando a sentença termina com um substantivo, a partícula de pergunta aparece diretamente no predicado nominal:
- Ilamm-at Pam i̱-kook-o̱?. = Essa é a coca da Pam?

## Vocabulário

### Expressões do dia-a-dia
Algumas frases usuais em choctaw, escritas na ortografia moderna.
| Choctaw                                | Português          |
| -------------------------------------- | ------------------ |
| Halito                                 | Oi                 |
| Chi pisa la chike!                     | Até logo!          |
| Yakóki.                                | Obrigado.          |
| Chi hohchifo yat nanta?                | Qual é o seu nome? |
| Sa hohchifo yat...                     | Meu nome é...      |
| a̱                                      | Sim                |
| Kíyo                                   | Não                |
| Ak akostiníncho.                       | Eu não entendo.    |
| Chahta imanompa ish anompola hinla ho̱? | Você fala choctaw? |
| Yammat nanta?                          | O que é aquilo?    |

### Declaração de Direitos Choctaw
O Artigo I da Declaração de Direitos Choctaw e sua tradução para o português.
| Chata Anumpa: Hattak yuka keyu hokυtto yakohmit itibachυfat hieli kυt, nan isht imaiυlhpiesa atokmυt itilawashke; yohmi ha hattak nana hohkia, keyukmυt kanohmi hohkia okla moma nana isht aim aiυlhpiesa, micha isht aimaiυlhtoba he aima ka kanohmi bano hosh isht ik imaiυlhpieso kashke. Amba moma kυt nana isht imachukma chi ho tuksυli hokmakashke. |
| Língua Portuguesa: Que todos os homens livres, quando formam um pacto especial, são iguais em direito; e que nenhum homem ou conjunto de homens possui o direito a emolumentos ou privilégios públicos exclusivos e separados da comunidade, mas em consideração aos serviço público.                                                                      |

### Números cardinais
Tabela dos números 1 a 10 em choctaw, empregando a ortografia oficial do Oklahoma Choctaw.
| Número | Choctaw | Pronúncia     | Número | Choctaw   | Pronúncia       |
| ------ | ------- | ------------- | ------ | --------- | --------------- |
| 1      | achʋffa | [ʋ-ch´ʋf-fʋ]  | 6      | hʋnnali   | [h´ʋn-na-li]    |
| 2      | tuklo   | [tuk-lu]      | 7      | ontuklo   | [o-túk-lu]      |
| 3      | tuchena | [túch-che-nʋ] | 8      | ontuchena | [o-túch-che-nʋ] |
| 4      | ushta   | [ush-tʋ]      | 9      | chakkali  | [chák-ka-li]    |
| 5      | talhapi | [tálh-lha-pi] | 10     | pokkoli   | [pók-ko-li]     |